# عقیق جگری
عقیق جگری یا عقیق سرخ (به انگلیسی: Carnelian) با فرمول شیمیایی SiO2 از مجموعه کانی هاست و خواص فیزیکی و شیمیایی آن شبیه کالسدوئن است. برش داده آن به صورت سنگ تزئینی مصرف دارد. از کلمه یونانی corneus به معنای شاخی (corne) اخذ شده‌است. محلول در KOH SiO۲:۱۰۰٪  همراه با ادخالهای Al,Fe,Mg,Ca,Ni,Cr برای اولین بار در هند کشف شد و از نظر شکل بلور: پهن و کوتاه - منشورهای هرمی، رنگ: قرمز  شفافیت: نیمه شفاف، شکستگی: صدفی و در رده‌بندی اکسید است  

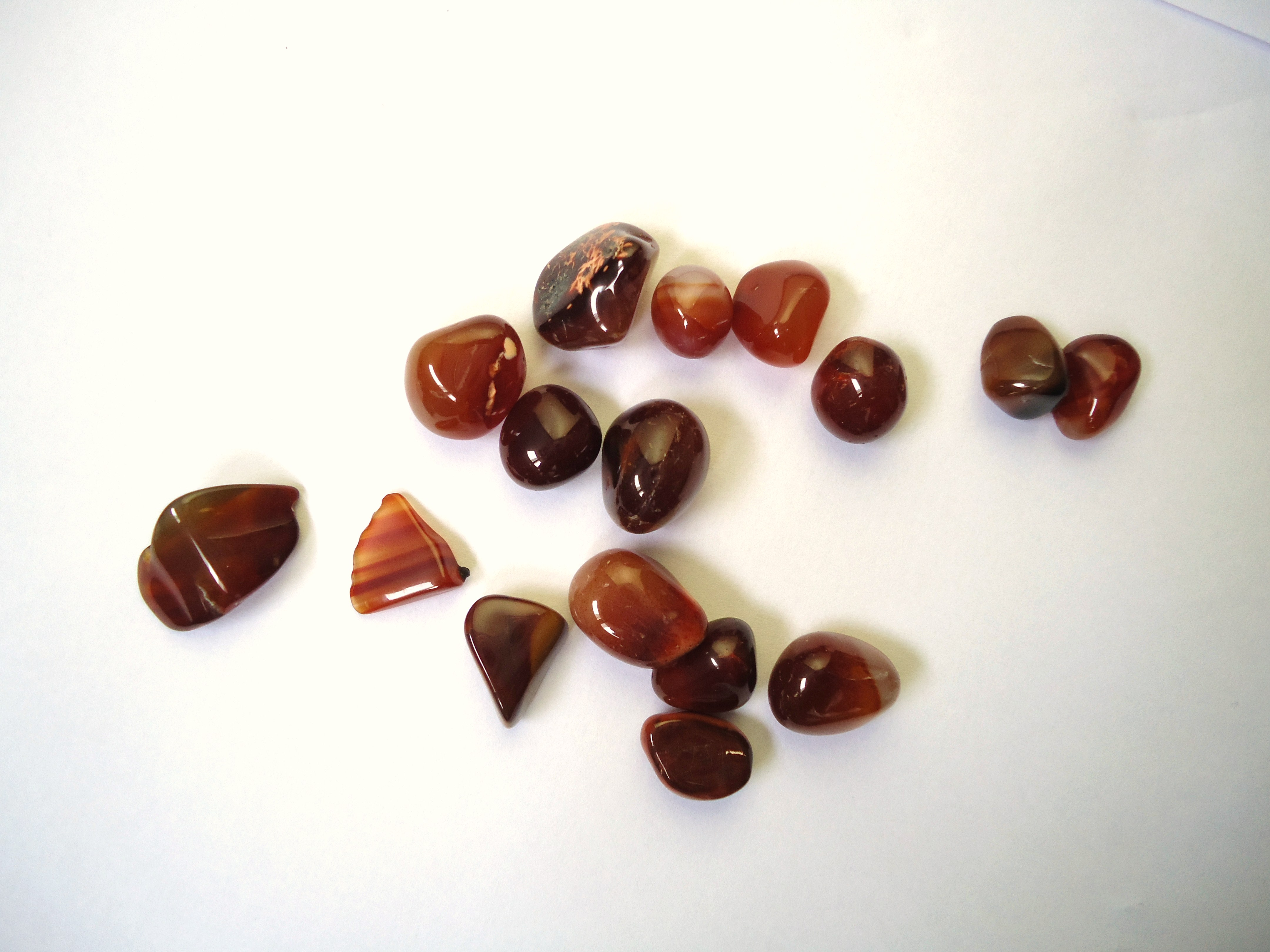
انواع سنگ عقیق جگری

همایند کانی‌شناسی (پارانژ) آن کالسدوئن - اوانسیت است
کاربرد آن: برش داده آن به صورت سنگ تزئینی مصرف دارد.، از نظر ژیزمان چک اسلواکی، هند، برزیل، مصر، رومانی و عربستان یافت می‌شود.
عقیق سرخ نوعی کلسدونی قرمز نیمه‌شفاف و دارای جلای واکسی است و بهترین نوع آن در هند یافت می‌شود. اغلب عقیق‌های جگری تجاری، کلسدونی لکه‌دار هستند.